# Ivan Provedel
Ivan Provedel (17. březen 1994 Pordenone, Itálie) je italský fotbalový brankář, který chytá za italské Lazio a také bývá pravidelně zván do reprezentace.

## Přestupy
- z Chievo do Empoli za 1 200 000 Euro
- z Spezia do Lazio za 2 380 000 Euro

## Klubová kariéra

### Chievo Verona
Provedel je odchovancem Udinese, v roce 2012 však přešel do akademie Chieva Verona. V A-týmu Chieva se však neprosadil, a tak putoval po hostováních v nižších soutěží, v Serii C nejprve hájil barvy Pisy, následně v Serii B oblékal dres Perugie, Modeny a Pro Vercelli.

### Empoli
V létě 2017 Provedel přestoupil za 1,2 milionu eur do Empoli. S druholigovým týmem ve své první sezóně postoupil do Serie A. V italské nejvyšší soutěži debutoval 21. října 2018 v utkání proti Frosinone. V sezóně 2018/19 odchytal 16 prvoligových utkání, v nichž neudržel jediné čisté konto a neodvrátil sestup Empoli zpátky do Serie B.

#### Juve Stabia (hostování)
V podzimní části sezóny 2019/20 plnil Provedel roli brankářské dvojky, nenastoupil do žádného ligového utkání, a tak požádal o odchod na hostování. Dne 22. ledna 2020 se Provedel odešel na půlroční hostování do jiného druholigového klubu SS Juve Stabia. V týmu se stal ihned brankářskou jedničkou a 7. února 2020 vstřelil pozdní vyrovnávací gól při remíze 2:2 s Ascoli. V Serii B odchytal 18 utkání, nedokázal však odvrátit sestup Juve Stavia do Serie C; v létě 2020 se vrátil do Empoli.

### Spezia
Dne 5. října 2020 přestoupil Provedel do prvoligové Spezie, se kterou podepsal dvouletou smlouvu. Provedel se stal brankářem první volby a v první sezóně v klubu pomohl čtyřmi čistými konty ve 29 ligových zápasech k udržení Spezie v nejvyšší soutěže.
Na začátku sezóny 2021/22 ztratil místo mezi třemi tyčemi, brankářskou jedničkou se stal Nizozemec Jeroen Zoet. Po sedmi kolech, kdy se Spezia nacházela na dně tabulky, dostal Provedel šanci v utkání proti Salernitaně a několika důležitými zákroky pomohl k výhře 2:1. Provedel si udržel svou pozici v základní sestavě až do konce sezóny, udržel 7 čistých kont v 31 zápasech a i díky němu se podařilo Spezii opět udržet v Serii A.

### Lazio
V létě 2022 se Provedel přesunul do římského Lazia. V 1. kole sezóny 2022/23 začal na lavičce, po vyloučení brankáře Luíse Maximiana ze šesté minuty dostal šanci právě Provedel a pomohl k výhře 2:1 nad Bolognou. Provedel se tak stal brankářskou jedničkou Lazia, odchytal všech 38 ligových zápasů a udržel 21 čistých kont, čímž vyrovnal maximum italské nejvyšší soutěže. Třikrát se v minulosti na tomto čísle zastavil Gianluigi Buffon, do elitní společnosti patří ještě Fabio Cudicini (sezona 1968/69 v AC Milán), Sebastiano Rossi (1993/1994 v AC Milán) a Morgan De Sanctis (2013/14 v AS Řím). Pomohl Laziu k překvapivému druhému místu v konečné tabulce a k postupu do základní skupiny Ligy mistrů.
Dne 18. září 2023 v utkání Ligy mistrů proti Atléticu Madrid Provedel srovnal hlavičkou v páté minutě nastavení na konečných 1:1 a stal se teprve druhým gólmanem v historii soutěže, který skóroval ze hry. Před Provedelem se v Lize mistrů ze hry z brankářů prosadil jen Sinan Bolat v prosinci 2009. Victor Enyeama o necelý rok později i předtím třikrát Hans-Jörg Butt skórovali z penalt.

## Statistiky
| Sezóna           | Klub             | Liga                 | Liga   | Liga      | Ligové poháry | Ligové poháry | Ligové poháry | Kontinentální poháry | Kontinentální poháry | Kontinentální poháry | Celkem | Celkem    |
| Sezóna           | Klub             | Soutěž               | Zápasy | Obd. góly | Soutěž        | Zápasy        | Obd. góly     | Soutěž               | Zápasy               | Obd. góly            | Zápasy | Obd. góly |
| ---------------- | ---------------- | -------------------- | ------ | --------- | ------------- | ------------- | ------------- | -------------------- | -------------------- | -------------------- | ------ | --------- |
| 2013/14          | Pisa             | Lega Pro 1 Divisione | 26+3   | 22+3      | IP            | 0             | 0             | -                    | 0                    | 0                    | 29     | 24        |
| 2014/15          | Perugia          | Serie B              | 24     | 27        | IP            | 1             | 1             | -                    | 0                    | 0                    | 25     | 28        |
| 2015/16          | Modena           | Serie B              | 21     | 21        | IP            | 0             | 0             | -                    | 0                    | 0                    | 21     | 21        |
| 2016/17          | Pro Vercelli     | Serie B              | 40     | 39        | IP            | 1             | 1             | -                    | 0                    | 0                    | 41     | 40        |
| 2017/18          | Empoli           | Serie B              | 23     | 33        | IP            | 1             | 2             | -                    | 0                    | 0                    | 24     | 35        |
| 2018/19          | Empoli           | Serie A              | 16     | 36        | IP            | 0             | 0             | -                    | 0                    | 0                    | 16     | 36        |
| 2019/20          | Empoli           | Serie B              | 0      | 0         | IP            | 1             | 1             | -                    | 0                    | 0                    | 1      | 1         |
| 2020             | Juve Stabia      | Serie B              | 18     | 35, 1     | -             | 0             | 0             | -                    | 0                    | 0                    | 18     | 35, 1     |
| září 2020        | Empoli           | Serie B              | 0      | 0         | IP            | 1             | 1             | -                    | 0                    | 0                    | 1      | 1         |
| Celkem za Empoli | Celkem za Empoli | Celkem za Empoli     | 39     | 69        | -             | 3             | 4             | -                    | 0                    | 0                    | 42     | 73        |
| 2020/21          | Spezia           | Serie A              | 29     | 55        | IP            | 0             | 0             | -                    | 0                    | 0                    | 29     | 55        |
| 2021/22          | Spezia           | Serie A              | 31     | 52        | IP            | 0             | 0             | -                    | 0                    | 0                    | 31     | 52        |
| Celkem za Spezii | Celkem za Spezii | Celkem za Spezii     | 60     | 107       | -             | 0             | 0             | -                    | 0                    | 0                    | 60     | 107       |
| 2022/23          | Lazio            | Serie A              | 38     | 30        | IP            | 0             | 0             | EL+EKL               | 6+1                  | 11+2                 | 45     | 43        |
| 2023/24          | Lazio            | Serie A              | ?      | ?         | IP+IS         | ?+?           | ?+?           | LM                   | ?                    | ?                    | ?      | ?         |
| Celkově          | Celkově          | Celkově              | 269    | 352, 1    | -             | 5             | 6             | -                    | 7                    | 11                   | 281    | 369, 1    |

## Úspěchy

### Klubové
- 1× vítěz 2. italské ligy (2017/18)

### Individuální
- Nejlepší brankář v lize (2022/23)

## Reprezentační kariéra
Dne 17. září 2022 se Provedel dočkal svého prvního povolání do italské fotbalové reprezentace, když ho manažer Roberto Mancini nominoval na zápasy Ligy národů UEFA proti Anglii a Maďarsku.

## Osobní život
Je nejmladší ze šesti sourozenců, Provedel se narodil v Pordenone italskému otci a ruské matce.